# Comté de Belknap
Pour les articles homonymes, voir Belknap.
Le comté de Belknap, en anglais : Belknap County, est un comté situé au centre de l'État américain du New Hampshire. Fondé le 20 décembre 1840, son siège est la ville de Laconia. Selon le recensement de 2020, sa population est de 63 705 habitants. Le comté est baptisé en référence à Jeremy Belknap.

## Géographie
La superficie du comté est de 1 214 km2, dont 1 039 km2 est de terre. 

### Comtés voisins
| Comté de Grafton   | Comté de Carroll |                    |
|                    | Comté de Belknap | Comté de Strafford |
| Comté de Merrimack |                  |                    |

## Démographie
Lors du recensement de 2010, le comté comptait une population de 60 088 habitants. Elle est estimée, en 2017, à 60 785 habitants.
| Groupe            | Comté de Belknap | New Hampshire | États-Unis |
| ----------------- | ---------------- | ------------- | ---------- |
| Blancs            | 96,6             | 93,1          | 72,4       |
| Métis             | 1,3              | 1,6           | 2,9        |
| Asiatiques        | 1,2              | 2,5           | 4,8        |
| Afro-Américains   | 0,5              | 1,4           | 12,6       |
| Autres            | 0,4              | 1,0           | 6,4        |
| Amérindiens       | 0,2              | 0,2           | 0,9        |
| Total             | 100              | 100           | 100        |
|                   |                  |               |            |
| Latino-Américains | 1,2              | 2,8           | 16,7       |

Selon l'American Community Survey, pour la période 2011-2015, 87,13 % de la population âgée de plus de 5 ans déclare parler l'anglais à la maison, 1,09 % le français, 0,66 % l'espagnol et 2,06 % une autre langue.